# Via San Niccolò
Via San Niccolò è una strada del centro storico di Firenze, ed è la principale direttrice dell'estremità est del quartiere di Oltrarno. Corre infatti con andamento irregolare da piazza Giuseppe Poggi a piazza de' Mozzi, incontrando lungo il tracciato via Lupo, via del Giardino Serristori, via di San Miniato e via dell'Olmo.

## Storia
La denominazione è in riferimento alla chiesa parrocchiale di San Niccolò Oltrarno, o Soprarno, che si trova a circa metà del tracciato, ricordata per la prima volta nel 1184 e che ha dato ugualmente il nome alla porta che da questo lato si apriva alla città.

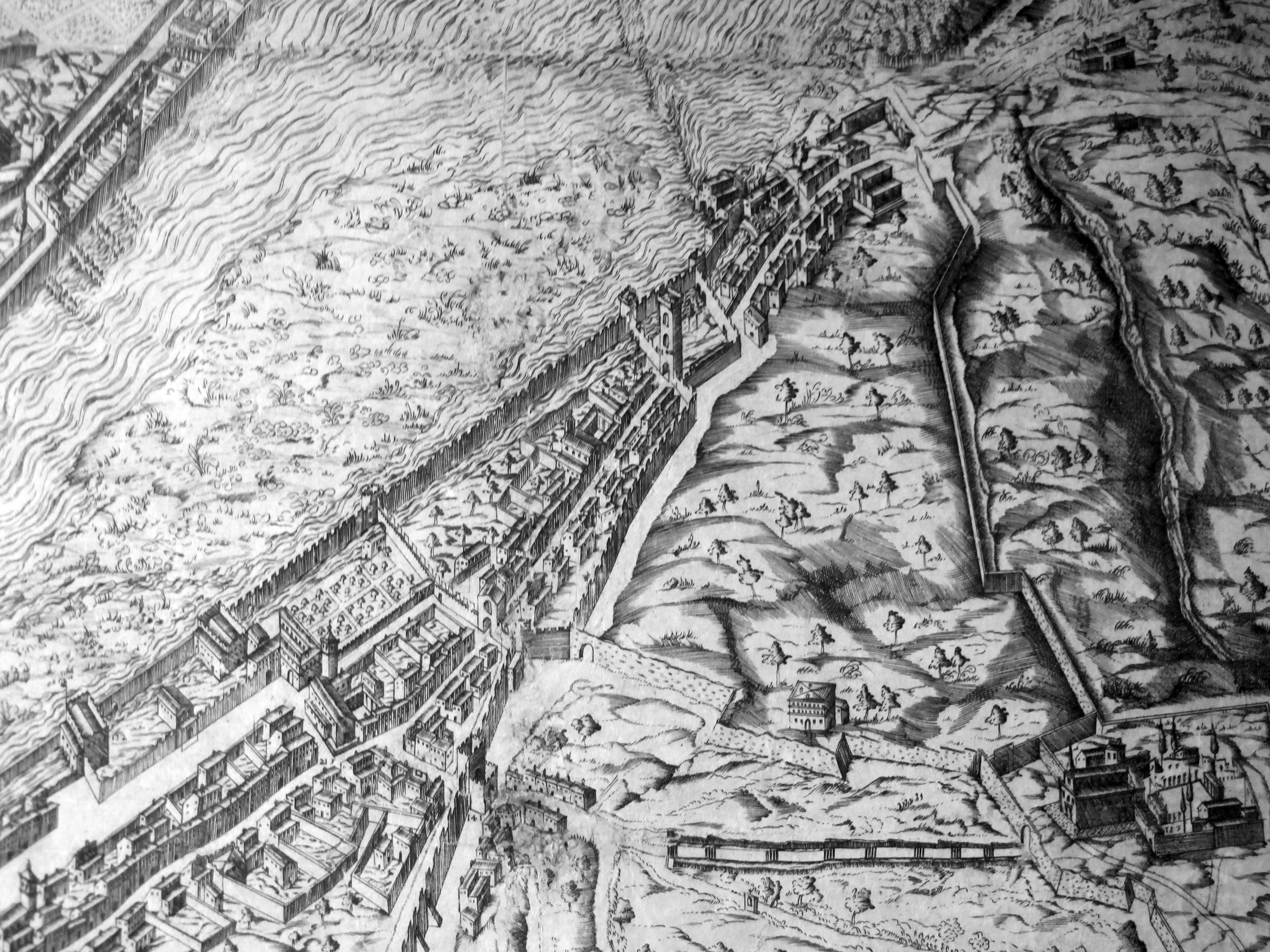
La zona di San Niccolò nella pianta del Buonsignori (1594)

Precedentemente il tratto presentava tre diverse denominazioni seppure sempre in relazione alla titolazione della chiesa, ancora testimoniate dalla pianta di Firenze delineata da Ferdinando Ruggieri nel 1731: dall'attuale piazza Giuseppe Poggi alla chiesa aveva nome "borgo di San Niccolò", lo slargo davanti alla chiesa si chiamava "piazza di San Niccolò", mentre il restante tratto si identificava come "fondaccio di San Niccolò", dove il termine 'fondaccio' indicava il basso livello stradale rispetto al fiume.
Con delibera del consiglio comunale del settembre 1866 l'intero tracciato fu unificato con la denominazione di 'via'. Tuttavia la storia dell'arteria è ben più antica della fondazione della chiesa di San Niccolò, coincidendo (così come accade anche per la via de' Bardi che ne è il prosieguo) con un tratto della via Cassia Nuova voluta dall'imperatore Publio Elio Adriano nel 123 d.C., che portava alla città andando ad innestarsi al ponte di accesso allora presente in prossimità dell'attuale Ponte Vecchio. Alle sue origini il borgo - riunito alla città solo con la costruzione dell'ultima cerchia di mura del 1282-1333 - era estremamente povero, almeno nel primo tratto, dal lato della campagna.
Come si vede nella pianta del Buonsignori (1584-1594), la strada era fortificata da una doppia cinta muraria, analogamente a via Romana: a metà strada tra la Porta San Niccolò e la chiesa, più o meno dove sbuca la via del Giardino Serristori, si trovava la "Porta Vecchia", una porta interna alla città, rimasuglio delle mura del tempo di Dante, che creava un diaframma difensivo tra la città e la fortificazione più esterna. Queste fortificazioni interne dovettero verosimilmente essere abbattute dopo la fine della Guerra di Siena.
In questa strada, nel tratto della chiesa di San Niccolò Soprarno abitato da renaioli, anarchici e socialisti, Vasco Pratolini ambientò la nascita e parte dell'infanzia di Metello, nell'omonimo romanzo del 1952.

## Descrizione
Il carattere del tracciato è attualmente assai vario e, in realtà, ancora corrisponde alla tripartizione antica: il primo tratto si presenta come residenziale popolare, con edifici antichi ma essenzialmente riconducibili alla tipologia delle case a schiera; la porzione centrale, in prossimità della chiesa (che in realtà per l'innesto di via di San Miniato si presenta al pari di una piazzetta), ha carattere commerciale, con vari locali (trattorie, caffè, mescite di vino) che ne fanno luogo di ritrovo e di scambi sociali per gli abitanti del quartiere così come per i turisti; l'ultimo tratto verso piazza de' Mozzi ha invece tono signorile, con molti palazzi antichi di notevole importanza anche architettonica, gratificati - dal lato verso monte - da ampi spazi a verde, che comunque si alternano a fondi con attività artigianali e comunque tradizionali.
La carreggiata è pavimentata a lastrico, con marciapiedi ugualmente in pietra da ambo i lati. Per le memorie che conserva e per le sue architetture, e ancor più per il carattere di rione che ancora mantiene, la strada è da considerare di notevole valore storico e artistico.
Sulla via si trovano anche alcuni interessanti palazzi storici, come palazzo Del Rosso, al 54, del XVI secolo, palazzo Demidoff-Amici (almeno la parte posteriore, al 56, mentre la facciata è su via dei Renai) o palazzo Gianni-Lucchesini-Vegni, al 91-95, sulla cui facciata una targa ricorda il soggiorno del regista russo Andrej Tarkovskij. Al 99 si incontra il palazzo Stiozzi-Ridolfi, attribuito a Baccio d'Agnolo e al 107 palazzo Nasi-Quaratesi con graffiti che, anche se ridipinti, risalgono nella forma al XV secolo. Un'altra targa nel tratto verso fuoriporta ricorda la casa di Francesco Dall'Ongaro.
Alle estremità della strada, da un lato si intravede Palazzo Mozzi, che si apre sull'omonima piazza, mentre l'altra direttrice ha come sfondo la slanciata porta San Niccolò.

### Edifici
| Immagine | N°           | Nome                              | Descrizione |
| -------- | ------------ | --------------------------------- | --- |
|          | 1            | Palazzina Poggi                   | Gli edifici all'imbocco di via San Niccolò da piazza Poggi, furono progettati da Giuseppe Poggi e presentano facciate neorinascimentali con pietra artificiale. Si tratta infatti del frutto di un progetto unitario, dovuto all'architetto Giuseppe Poggi e strettamente legato alla sistemazione delle rampe che salgono al piazzale Michelangelo e all'isolamento dell'antistante porta di San Niccolò (1875), in modo da costituire sia il traguardo monumentale della sistemazione di questa parte della collina sia una adeguata soluzione all'accesso verso il borgo di San Niccolò. Evidente è l'obiettivo di uniformarsi al carattere dei muri a retta e degli altri elementi d'arredo delle Rampe. |
|          | 2            | Oratorio dei Buonomini            | Si tratta di un edificio con facciata a capanna che denota l'antica destinazione religiosa, come oratorio di una confraternita o di un ospedale, sul quale le fonti sulle strutture religiose cittadine, esistenti o scomparse, sostanzialmente tacciono. Solo nel repertorio di Bargellini-Guarnieri si parla di un oratorio "dei Buonomini", senza specificare se si tratti della confraternita dei Buonomini di San Martino o di un'altra simile, e che comunque all'epoca era ridotta a officina meccanica. In ogni caso a poco aiutano anche gli elementi presenti in facciata, quali due stemmi con una banda caricata di tre rosette (che in assenza degli smalti potrebbero riferirsi a numerose famiglie diverse), né la rappresentazione al centro di un santo vestito all'antica, privo di attributi. |
|          | 6            | Casa                              | Si tratta di un edificio con il fronte riconfigurato nell'Ottocento e definito quasi sicuramente dall'unificazione di due precedenti case a schiera, attualmente organizzato su quattro piani per tre assi. Al terreno presenta varie insegne, a partire dallo scudo posto sul portoncino centrale, con un'arme di famiglia non identificata e apparentemente segnata da un cinghiale o porco. Sugli sporti posti ai lati ricorrono invece due differenti pietrini: a sinistra una rotella con il trigramma di Cristo raggiato, a destra una tabella in pietra sormontata da tre palle e seguita dalle iniziali F.S.N. e quindi dal numero 15 in cifre romane, quasi sicuramente riferibile a un istituto connesso al culto di San Nicola (Fraternitas Sancti Nicolai), sia per le tre palle, suo attributo, sia per le lettere S.N. Lo stesso pietrino è stato rilevato sulla casa di via Giuseppe Verdi segnata dal civico 22. |
|          | 23           | Casa                              | La casa si presenta nelle forme alquanto correnti assunte a seguito di un intervento che ne ha ridisegnato il fronte in stile neorinascimentale tra Otto e Novecento. Si tratta tuttavia di un edificio di ben più antiche origini (e questo vale per buona parte delle costruzioni della via), presumibilmente trecentesche, come indica il grande ambiente voltato al piano terreno ora occupato da una galleria d'arte, e il portone con architrave in pietra che è stato riportato a vista a incorniciare l'attuale e più ridotto accesso. Su questo è un pietrino a rotella con l'insegna dell'Arte di Calimala. La stessa insegna si ripete sull'edificio al n. 24. |
|          | 27           | Casa                              | Si tratta di un edificio con una semplice facciata di quattro piani su due assi. Sul fronte è uno scudo con un'arme forse identificanbile con lo stemma Vallombrosano (con una mano poggiata su un bastone a Tau), a documentare il possesso in antico da parte di qualche monastero di quell'ordine religioso. |
|          | 24           | Casa                              | Si tratta di una antica casa a schiera, con il fronte organizzato su due assi, attualmente sviluppato per quattro piani, i più alti frutto della soprelevazione dell'originario edificio. Recentemente restaurata e nuovamente tinteggiata, mostra al centro della facciata un pietrino con l'aquila che aggrinfia il torsello di lana lavorata, malamente racconciato a partire - si suppone - da quanto rimasto dell'originale, riferibile all'arte dei Mercatanti, che in zona aveva varie proprietà. La stessa insegna si ripete sull'edificio al n. 23. |
|          | 28           | Stamperia e Fondazione Il Bisonte | Si tratta di un edificio di ampie proporzioni (tre piani per sei assi su via San Niccolò e quattro assi su via del Giardino Serristori) di rilievo architettonico ordinario, ma importante per essere la sede, al numero 24r e dal 1965, la stamperia d'arte il Bisonte (fondata da Maria Luigi Guaita Vallecchi nel 1959 con sede originaria in via Ricasoli), poi Centro Culturale e quindi Fondazione il Bisonte per lo studio dell'arte grafica, riconosciuta ente morale nel 1994. Il centro vanta collaborazioni con notevoli personalità del mondo dell'arte e della cultura internazionali. Grazie all'organizzazione di esposizioni temporanee ed all'attività dell'annessa scuola internazionale d'arte grafica (ubicata poco distante negli ambienti che furono le scuderie di palazzo Serristori, in via del Giardino Serristori 13r), la Fondazione si pone come centro culturale d'importanza tutt'altro che locale, comunque centrale nella vita del rione. |
|          | 30           | Istituto Demidoff                 | l'Istituto, fondato nel 1828, si deve all'impegno di Nicola Demidoff e dei suoi eredi che, con l'intento di creare una scuola elementare gratuita, acquistarono e donarono per questo scopo due distinti edifici resi comunicanti tra loro. Nel 1837, su sollecitazione di Carlo Torrigiani, fu inaugurato anche un asilo. Nel 1842 la struttura venne poi dotata di un piccolo museo di fisica e storia naturale. Il fronte risale al 1857 circa. Dal 1989 fu trasformato in un centro per i servizi sociali, essendo oramai venuta meno la necessità di mantenere l'originaria funzione educativa. Divenuto successivamente centro diurno per anziani sotto l'Azienda di Servizi alla Persona di Montedomini, fu da questa venduto nel 2017 per essere trasformato in alloggi di lusso. Negli spazi interni esiste l'ambiente della farmacia, da tempo non più attiva, fondata nella seconda metà dell'Ottocento, che ancora conserva l'arredo originario in stile neogotico. |
|          | 34           | Casa                              | La casa è segnalata nel repertorio di Bargellini e Guarnieri (1977) come "bel palagetto" con trigramma di Cristo. Si tratta in effetti di una costruzione di una certa nobiltà di forme, presumibilmente in origine della tipologia propria di una casa a corte mercantile, ed oggi di carattere essenzialmente quattro cinquecentesco. Attualmente si sviluppa per quattro piani (ma l'ultimo è frutto di una soprelevazione) organizzati su tre assi, con portone e finestre incorniciate in pietra serena, nel caso del portone fortemente integrata a malta cementizia. In questo edificio Luciano Artusi ipotizza possa essere riconosciuto lo spedale di San Giuliano, costituito agli inizi del Cinquecento dall'Arte dei Mercatanti sulla base delle volontà testamentarie di ser Alberto da Rondinaia dettate nel 1475, che sappiamo posto in una casa presso il 'voltone' "cioè all'apice dell'ampia curva che descrive la strada subito dopo la piazza antistante la chiesa nel fondaccio di San Niccolò" (Artusi 2000), dove esisteva la cosiddetta "Porta Vecchia", una porta interna alla città rimasuglio delle mura del tempo di Dante. Tuttavia la casa non presenta la pianta tipica dell'ospedale, per quanto piccolo, mancando ambienti sufficientemente grandi per una corsia, un refettorio, una cappella. L'istituto ospitaliero, che era stato soppresso nel 1750 e il cui patrimonio incorporato in quello del Bigallo, doveva forse trovarsi al posto di un edificio più grande e tardo, come l'Istituto Demidoff. |
|          | 36           | Casa                              | La casa è segnalata nel repertorio di Bargellini e Guarnieri (1977) come "palagetto quattrocentesco, esempio di come tutta la strada potrebbe acquistare nuovo decoro, per mezzo di oculati restauri". Si tratta in effetti di un'abitazione con un fronte di grande equilibrio, assolutamente rappresentativo della misura fiorentina, sviluppato su tre assi per quattro piani (ma l'ultimo è un mezzanino frutto di una soprelevazione) e caratterizzato da cornici di ricorso di vistoso aggetto, con portone e finestre ad arco incorniciate il pietra, a filo delle superfici intonacate. Evidente elemento di disturbo nel disegno d'insieme sono le due recenti aperture al piano terreno, che danno accesso a locali un tempo comunicanti con l'androne. |
|          | 65           | Casa Landini                      | La casa, costituita da due stretti assi per quattro piani, è segnalata nel repertorio di Bargellini e Guarnieri (1977) per la presenza, al centro del fronte, dell'arme dei Landini (a tre pesci curvati e ordinati in cerchio). L'anomalia relativa alle limitate dimensioni del fronte può trovare spiegazione pensando a una costruzione eretta a saturare un più antico chiasso o via un tempo posto tra i due edifici attualmente confinanti. |
|          | 73           | Casa Picchi                       | La casa presenta sulla via un affaccio architettonicamente modesto (nonostante l'ampio portone e l'equilibrato sviluppo dei tre piani sui due assi), frutto di una riconfigurazione ottocentesca su una ben più antica fabbrica. Decisamente particolare è invece il giardino che si apre sul retro della casa (noto come Giardino Fallani dal nome di un recente proprietario), sorto là dove nel Medioevo era una zona di rispetto tra le mura e gli edifici costruiti nell'area della chiesa di San Niccolò, coltivata a ortaggi e ulivi così come le altre aree verdi confinanti. Attualmente il giardino si sviluppa su diversi livelli, in parte lasciati a selvatico, in parte tenuti a frutteto, "mantenendo, per la parte più vicina alla casa, l'aspetto di luogo di delizie con il piccolo anfiteatro ellittico ed il prato che nel Settecento doveva essere diviso a riquadri ad uso delle fioriture". Per il resto il giardino documenta delle profonde trasformazioni subite nel 1832 quando, adeguandosi alla temperie romantica, vide la progressiva sostituzione di spazi ordinati e regolari con sentieri tortuosi che ancora oggi si aprono, secondo la moda del tempo, su quadri e scene sempre diverse e ulteriormente arricchite, nella parte alta del giardino, grazie al fatto di poter sfruttare come monumentale quinta quella offerta dalle antiche mura cittadine, qui ancora integre per un lungo tratto. L'edificio dovrebbe potersi identificare con il palazzo Picchi, ricordato attorno al 1930 da Angiolo Pucci: "Un altro palazzo sorge quasi in faccia a via dell'Olmo, Appartenne in antico alla famiglia Pucci, poi nel secolo scorso ne fu proprietario l'editore Oreste Pollazzi che lo vendé a certe monache tedesche che dopo pochi anni trasferirono il loro convento presso il viale dei Colli e venderono il palazzo all'ingegnere Alberto Picchi attuale proprietario. Si può supporre che sia stato anche palazzo Quaratesi del quale in alcuni documenti si parla nel sec. XVI di essere corredato di un giardino. Questo giardino esiste anch'ora ed è mantenuto con ogni cura". |
|          | s.n.         | Chiesa di San Niccolò Oltrarno    | La chiesa, citata già in un documento del 1164, risale al XII secolo, originariamente costruita per gli artigiani del borgo lungo l'Arno e sotto la giurisdizione del monastero di San Miniato al Monte. Nel XIV secolo, la chiesa fu inglobata nelle mura cittadine, e nel 1374 il patronato passò alle monache di Monticelli. Nel XV secolo, alcune famiglie abbienti, tra cui i Quaratesi, finanziarono una completa ricostruzione, con un nuovo orientamento dell'edificio. Dopo la controriforma vennero rimossi il tramezzo e le finestre quattrocentesche, e inseriti nuovi altari e opere di artisti in voga. L'alluvione del 1966 danneggiò gravemente la chiesa. Fu avviato un lungo restauro, culminato nel 2008, con il recupero di affreschi e l’allestimento della sagrestia come museo. |
|          | 75           | Casa                              | Si tratta di una palazzina dai caratteri sufficientemente anonimi, sviluppata su quattro assi per cinque piani. In corrispondenza del tubo della gronda, tuttavia, il dilavamento mette in luce come sotto uno spesso strato di sporco si trovi una ricca decorazione con spartiti geometrici (che forse al primo piano inquadrano tondi con elementi figurati) di un gusto riconducibile alla seconda metà dell'Ottocento. Invidiabile, poi, la posizione, con le finestre che si aprono alla luce di via dell'Olmo. |
|          | 54           | Palazzo del Rosso                 | Il grande palazzo sorge dove, fin dal Quattrocento, erano le case di proprietà della famiglia Marzi (dal 1537 Marzi-Medici) che vennero successivamente acquisite dai marchesi Vitelli. Questi, presumibilmente dopo l'alluvione del 1557, edificarono sulle vecchie case il palazzo sull'angolo di via San Niccolò, lasciando a giardino la rimanente porzione di terreno fino al muro di confine sui Renai. Successivamente la fabbrica fu ampliata proprio su questo lato, determinando un fronte posteriore che potrebbe datarsi al Seicento. Dopo essere stato dei Pieri, nel 1933 il palazzo con le sue pertinenze passò ai Serristori. A un intervento tra il 2015 e il 2017 risale invece la creazione di un loggiato neorinascimentale con colonne tuscaniche in pietra serena all'ultimo, sulla cantonata principale, al posto delle finestre centinate. |
|          | 79           | Palazzo                           | Per quanto il palazzo sia stato sicuramente oggetto nel corso del tempo di interventi con adeguamenti e integrazione, mostra sulla via una facciata di disegno cinquecentesco, organizzata su tre piani per quattro assi, con le finestre del piano nobile (allineate sul consueto ricorso marcadavanzale) e con il portone ad arco a tutto sesto incorniciati con bugne piatte. Non manca al terreno la consueta 'buchetta del vino'. Sull'ingresso è uno scudo con arme non identificata (probabilmente non pertinente all'edificio). Attualmente il palazzo è occupato da una struttura ricettiva. |
|          | 56           | Palazzo Demidoff Amici            | Il palazzo è stato nel corso del tempo proprietà dei Vitelli, quindi dal 1700 dei Rondinelli, dei Redditi, dei Demidoff (1824) e infine della famiglia Amici. Nel 1834 il palazzo fu interessato da un impegnativo intervento condotto dall'architetto Giuseppe Martelli, essenzialmente teso a dare dignità e luce al prospetto allora secondario su via dei Renai, già occupato da stalle e rimesse, che comportò anche la costruzione dell'attuale scala principale. Su questo lato si presenta nelle forme seicentesche assunte a seguito di un intervento di Alfonso Parigi il Giovane, che comunque si mantenne nell'ambito di un disegno ancora sostanzialmente cinquecentesco, con tre alti piani (ciascuno con mezzanino) organizzati su sette assi. Al piano terreno è un ampio portone incorniciato da bugnato, affiancato da sei finestre di dimensioni diverse, in parte doppie, profilate da listre di pietra. |
|          | 85           | Casa                              | Si tratta di un bell'edificio di carattere trecentesco, che dovrebbe essere stato restaurato e portato alle attuale condizioni negli anni 1970. Si presenta sviluppato su quattro piani organizzati per cinque assi, con un corpo in soprelevazione corrispondente agli ultimi due. Non fosse per quest'ultima porzione e per la parziale tamponatura delle finestre (ora ridotte a forma rettangolare) tutto il fronte si presenta in pietra, con grandi conci piani al terreno e lungo la linea delle finestre, e a filaretto nelle altre zone. Eventuali integrazioni del parato lapideo non appaiono riconoscibili e sia questo sia il sistema di archi terreni si sviluppa in sufficiente continuità con l'edificio limitrofo, segnato con il n. 87, con il quale anche il repertorio di Bargellini e Guarnieri (1977) indica una stretta relazione. In un ambiente al terreno ha sede l'Associazione Bastioni. |
|          | 87           | Casa                              | L'edificio è segnalato nel repertorio di Bargellini e Guarnieri (1977) come costruzione trecentesca definitasi a partire da una torre forse dei Quaratesi, attualmente parte "d'un complesso architettonico rimesso in luce recentemente, e che per la sua imponenza e per la sua dignità, si pensa che sia stato il primo insediamento nobile lungo il Fondaccio di San Niccolò". Il fronte, con caratteri decisamente prossimi a quelli della casa precedente, segnata dal numero civico 85, si sviluppa per quattro assi su cinque piani, dei quali l'ultimo frutto di una soprelevazione. L'edificio è stato interessato da modifiche interne negli anni ottanta del Novecento. |
|          | 62           | Casa                              | Si tratta di una casa a quattro piani e tre assi, con un volume in soprelevazione in corrispondenza del terzo asse, a formare una piccola loggia ora a vetri. A indicare le antiche origini dell'edificio è il piano terreno che, fino alla cornice di ricorso, è in pietra e, seppure con ampie integrazioni, segnato da tre archi a sesto acuto trecenteschi, il terzo riconfigurato con l'inserimento di un arco di dimensioni inferiori (a segnare il nuovo ingresso alla casa) databile tra Cinquecento e Seicento. |
|          | 89A-91-93-95 | Palazzo Gianni Vegni              | Mentre il fronte presenta un carattere sostanzialmente unitario (forse posteriore all'intervento databile al 1860 circa), gli interni riflettono le complesse vicende del palazzo, con contesti fortemente alterati (scale interrotte, porte tamponate e simili) e al tempo stesso ambienti di notevole pregio, ora decorati da affreschi ottocenteschi (si veda il salone del piano nobile ora aula magna), ora precedenti, come nel caso della galleria affrescata da Alessandro Gherardini. Non mancano memorie della storia trecentesca, come accade con il cortile che mantiene ancora l'aspetto di quel periodo, e alcuni locali ai piani superiori, con coperture a cassettoni o a travi dipinte, decorazioni murali a finto parato e un grande camino. |
|          | 68           | Casa Cambiagi                     | Si tratta di un'antica fabbrica pesantemente rimaneggiata tra Ottocento e primo Novecento, riconoscibile per il grande scudo in terracotta con il giglio fiorentino posto sul fronte e per una serie di riproduzioni del Diavolino del Giambologna (l'originale è ora conservato nel vicino Museo Stefano Bardini) inserite tra le finestre del primo piano. In data imprecisata il fronte è stato peraltro ampliato con la realizzazione di un ulteriore asse sul lato destro, costruito là dove era un passaggio tra via San Niccolò e via dei Renai. Altro è difficile dire, dato che alcuni testi hanno erroneamente identificato in questo il palazzo Alamanni, poi Ungher, in realtà riconoscibile in quello ai numeri civici 72-74, ingenerando così non poca confusione relativamente alla storia e ai passaggi di proprietà della fabbrica. Sicuramente è a questa che si riferisce il repertorio di Bargellini e Guarnieri (1977), dove la si segnala come "goffo rimaneggiamento ottocentesco", seppure non si possa imputare la qualità del disegno all'architetto Bartolini (come si dice nel repertorio), in realtà attivo nel 1839 sull'altro edificio citato. |
|          | 97-99        | Palazzo Stiozzi Ridolfi           | Il palazzo, che prospetta sulla via con una facciata sostanzialmente cinquecentesca, fu eretto tra la fine del Quattrocento e la prima metà del secolo successivo, previa demolizione di strutture più antiche, per la famiglia Nasi. A questa, estintasi nel 1667, subentrò quella dei Gianni, che nel 1686 cedette la proprietà Anton Filippo Stiozzi, il quale sposò, unendo i due cognomi, Isabella, ultima discendente del ramo dei Ridolfi detti di Piazza. Nei secoli successivi si sono operati significativi ampliamenti nella parte retrostante accrescendo la fabbrica verso le mura di Firenze. Il palazzo ha un suggestivo androne con cancellata che prospetta su un cortile che ha elementi sia medievali che rinascimentali. |
|          | 70           | Casa                              | Si tratta di un palagetto sul quale - come segnalato nel repertorio di Bargellini e Guarnieri (1977) - affiorano al terreno archi ribassati trecenteschi, l'ultimo dei quali ridotto e riconfigurato a determinare l'attuale portone d'accesso alle abitazioni. |
|          | 72-74        | Palazzo Alamanni                  | Di probabile fondazione trecentesca, il palazzo ha subito nel tempo innumerevoli trasformazioni in ragione dei moltissimi cambi di proprietà: probabilmente in origine dei Cambiagi divenne ai primi del Quattrocento degli Alamanni, e a lungo fu la dimora più importante e sontuosa tra quelle che la famiglia possedeva nella zona, dove verosimilmente nacque a Luigi Alamanni. Nel 1836 fu acquistato da Carolina Ungher, celebre cantante che qui visse col marito François Sabatier. Egli, convinto seguace di Charles Fourier, vi fece realizzare da suoi amici artisti francesi un singolare ciclo di pittura e scultura ispirato all'utopia sociale, con raffigurati numerosi uomini illustri a esemplificare il ruolo delle arti nel pensiero fourierista. Oggi questa sala fa parte della sede del Consiglio Notarile dei Distretti Riuniti di Firenze Pistoia e Prato, con accesso da via dei Renai. |
|          | 107          | Palazzo Nasi Quaratesi            | L'edificio nasce (per quanto concerne la porzione prospiciente la via) nel Quattrocento, per accorpamento di case corti mercantili preesistenti, come indica tra l'altro il portone vistosamente decentrato e la scansione delle finestre sul fronte, con una vistosa pausa tra il terzo e il quarto asse evidentemente causata da vincoli imposti dalle più antiche fabbriche. A questa porzione più antica è collegata una corte interna, oramai illeggibile nella sua originaria configurazione, che presenta quattro colonne ioniche in pietra. Nonostante l'organizzazione degli spazi interni sia stata decisamente alterata, l'edificio mantiene una facciata di disegno unitario e di notevole bellezza, grazie alla ricca decorazioni a graffito, anche questa sicuramente più volte ripresa e comunque ora, dopo il recente intervento di restauro (2002), di notevole effetto e sicuramente rispondente all'originaria, databile alla seconda metà del Quattrocento, avvicinati ad Andrea Feltrini, a quelli del palazzo Lenzi Quaratesi di piazza Ognissanti, e ai moduli decorativi di Giuliano da Maiano nelle tarsie lignee della Sagrestia delle Messe della cattedrale di Santa Maria del Fiore. |
|          | 76           | Palazzo                           | Per quanto il palazzo sia stato sicuramente oggetto nel corso del tempo di interventi con adeguamenti e integrazione, mostra sulla via una facciata di disegno cinquecentesco, organizzata su tre alti piani per cinque assi. Tutte le finestre ad arco sono allineate sui consueti ricorsi marcadavanzale e presentano cornici a bugne piatte. |
|          | 78           | Casa Bardini                      | L'edificio è pervenuto allo Stato attraverso l'eredità lasciata dall'antiquario Stefano Bardini, che lo aveva utilizzato come deposito di opere d'arte. Ha origine da una casa a corte medievale che presentava al piano terreno della facciata (come è stato rilevato in occasione del recente rifacimento degli intonaci) un ampio fornice a sesto ribassato sulla sinistra, e una più stretta porta sulla destra. Su tale struttura si sono operate migliorie e ampliamenti tra Quattro e Cinquecento, e ancora nei secoli successivi fino ai primi decenni del Novecento, periodo al quale risale un intervento che ha portato alla soprelevazione di un piano dell'edificio. Per quanto riguarda il fronte l'attuale portone è da ascrivere a un intervento seicentesco. Da segnalare la presenza, tra la prima e seconda finestra del penultimo piano, di un frammento di affresco con volatili, che è stato datato al Quattrocento ma che potrebbe risalire anche al secolo precedente. La facciata è stata restaurata nel 1999 e dal 2001 l'edificio è tutelato da vincolo architettonico. |
|          | 117-119      | Palazzo Pecori Giraldi            | Si tratta di un grande palazzo segnato al centro da uno scudo con l'arme dei Giraldi (qui senza smalti, al leone, lampassato e armato, coronato). Il fronte sviluppato su tre alti piani per ben sette assi, si mostra nelle forme neorinascimentali proprie del tardo Ottocento, con due portoni (uno di accesso alle abitazioni, l'altro all'ampia rimessa) iscritti in bozze alternate a cuscino. Corona il tutto una ampia gronda alla fiorentina. Qui abitò, dal 1941 al dicembre del 1948, anno del suo definitivo trasferimento a Roma, lo scrittore e giornalista Alberto Carocci. Nel 2010 l'immobile è stato interessato da un esteso cantiere con restauro della facciata. |
|          | 84           | Palazzo Bardini                   | Era qui, come peraltro documentato nella guida di Garneri, l'antico ingresso della galleria museo Bardini, poi spostato al tempo di Stefano Bardini stesso in piazza dei Mozzi 1, dopo un su progetto dello stesso antiquario con la collaborazione dell'architetto Corinto Corinti (1881-1883), mentre oggi si accede da via dei Renai. |

### Lapidi
Sulla facciata della chiesa di San Niccolò una targa in pietra ricorda il livello delle acque raggiunto durante l'alluvione del 1557 (indicata da una mano a rilievo). Ancora più in alto è stata collocata una memoria relativa a quello del 1966.
| FLVCTIBVS VNDISONI SIMILIS PELAGIQ. PROCELLIS HVC TVMIDIS PRAECEPS IRRVIT ARNUS AQVIS PROSTRAVITQ. SVAE SPVMANTI GVRGITE FLORAE OPPIDA AGROS PONTES MOENIA TEMPLA VIROS. M D LVII IDI. SEPT. LEONARDO TANCIO PRIORE |

La traduzione è: «Simile ai flutti tempestosi del mare, risonante l'Arno fin qui si avventò irruente, con le sue acque turbinose, e sommerse nei suoi gorghi spumeggianti castelli, campi, ponti, mura, chiese e uomini di Firenze, il 13 settembre 1557, mentre era priore Leonardo Tanzi.».
Più avanti oltre via dell'Olmo, su palazzo Del Rosso, un'altra lapide ricorda il poeta e patriota Francesco Dall'Ongaro:
| FRANCESCO DALL'ONGARO CITTADINO POETA ABITÒ IN QUESTA CASA DAL MAGGIO 1863 AL DICEMBRE DEL 1871 |

Infine, su palazzo Gianni-Lucchesini-Vegni, una lapide del 2006, posta dal Comune di Firenze, ricorda come qui visse il regista russo Andrej Tarkovskij:
| ANDREJ TARKOVSKIJ REGISTA SUBLIME DI UN CINEMA SPIRITUALE ESULE A FIRENZE IN QUESTA CASA PASSÒ GLI ULTIMI ANNI DELLA SUA VITA OSPITE E CITTADINO ONORARIO DELLA CITTA' DI FIRENZE IL COMUNE DI FIRENZE E LA FONDAZIONE TARKOVSKIJ POSERO IL 29 DICEMBRE 2006 |

### Tabernacoli

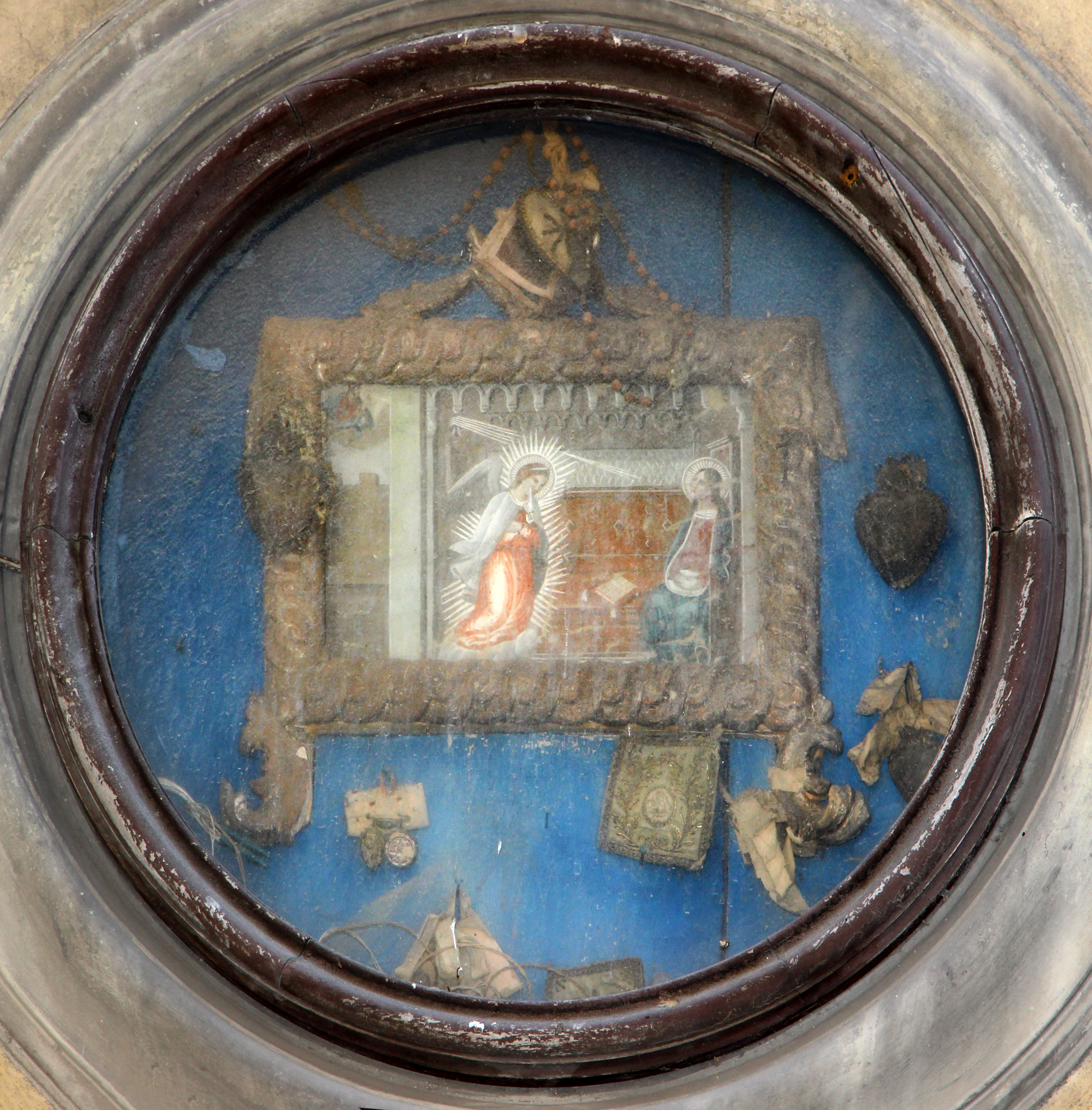
Tabernacolo di via San Niccolò 33

L'unico tabernacolo della strada si trova al 33, dove in una nicchia con cornice circolare è inserita una riproduzione oleografica dell'Annunciazione.